# Parc national de Rocky Mountain
Le parc national de Rocky Mountain (en anglais : Rocky Mountain National Park) se trouve dans le centre-Nord de l'État du Colorado aux États-Unis, à 55 km au nord-ouest de Denver. Il a été fondé en 1915 et protège 107 800 hectares de paysages montagnards des Montagnes Rocheuses.
Le plus haut sommet du parc est le pic Longs (4 345 m). Le parc ne possède que deux routes carrossables et 575 kilomètres de sentiers.
Le site a également été reconnu par l'Unesco en tant que réserve de biosphère en 1976,.

## Description
Il couvre une partie de la chaîne des Rocheuses qui s'élève dans le Colorado. Il comprend de nombreux écosystèmes, allant de la zone riparienne jusqu'aux zones de haute montagne. Très verdoyant et sauvage, il offre un paysage varié, entre toundra alpine, vallées vertes et forêts. On y trouve de beaux lacs de montagne, tels le lac Bear ou le lac Dream. Plus de 4 millions de visiteurs s'y sont rendus en 2022,, ce qui en fait l'un des parcs nationaux américains les plus fréquentés.

## Faune
Très riche, elle comprend soixante-sept espèces de mammifères. Le grizzli et le bison en sont cependant absents, disparus entre la fin du XIXe siècle et le début du XXe siècle. Parmi les carnivores, on y trouve des ours bruns, ours noirs, pumas, lynx, coyotes.
Une des stars du parc est le mouflon des Rocheuses. L'espèce, qui ne comptait plus que cent-cinquante individus dans le parc au début du siècle, compte désormais 3 000 têtes. Parmi les autres espèces, citons les marmottes à ventre jaune, les wapitis, les élans, les cerfs-mulets, les castors, les pikas ou encore les lièvres à raquettes.

## Galerie

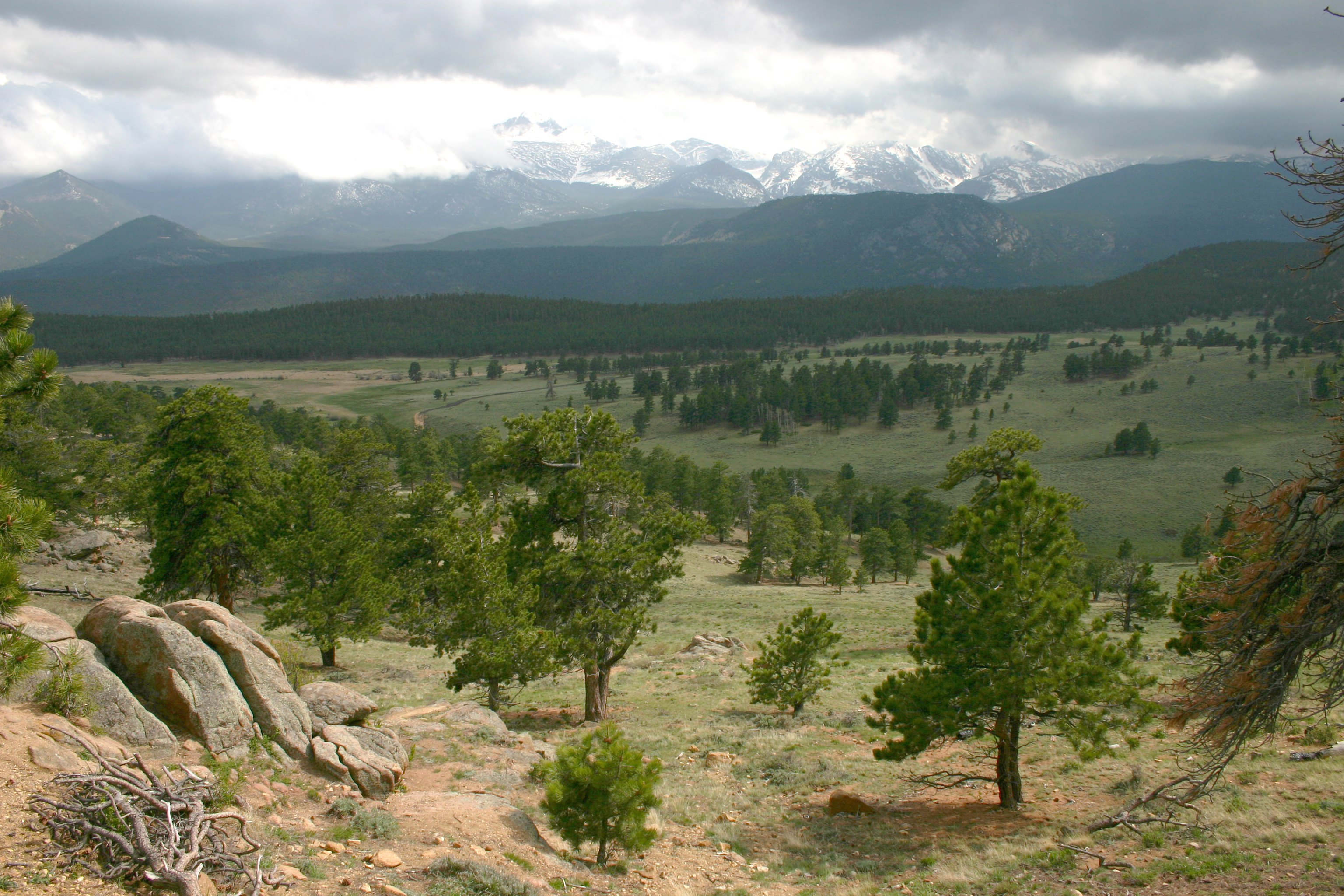
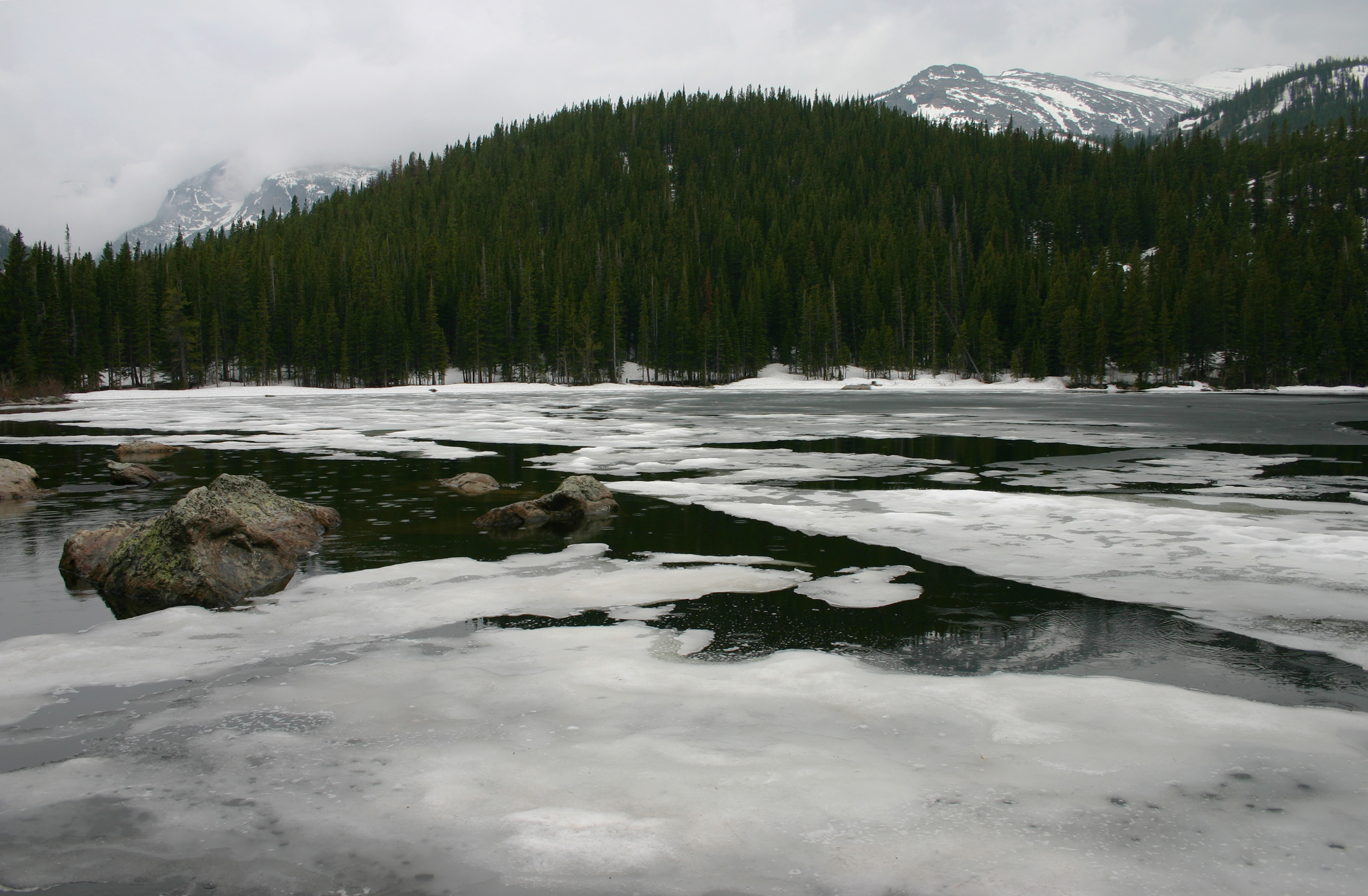
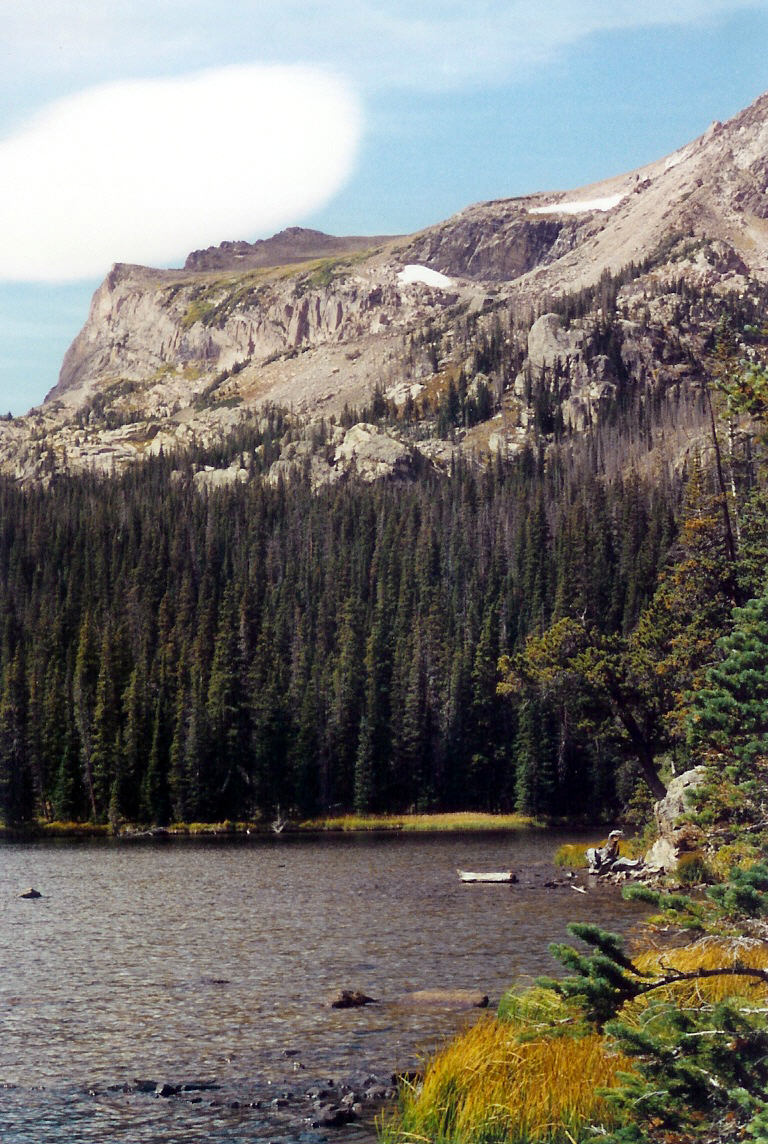
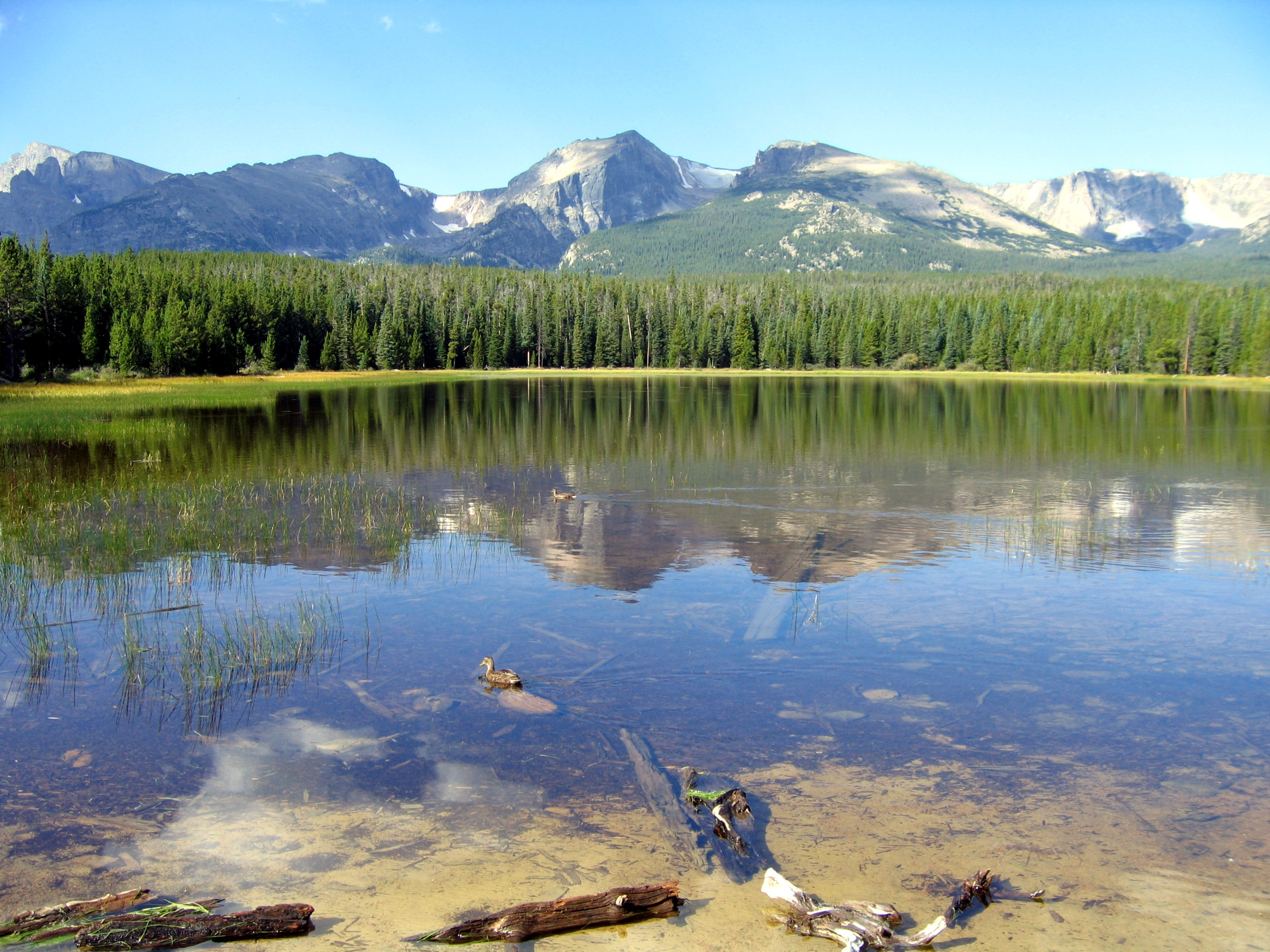
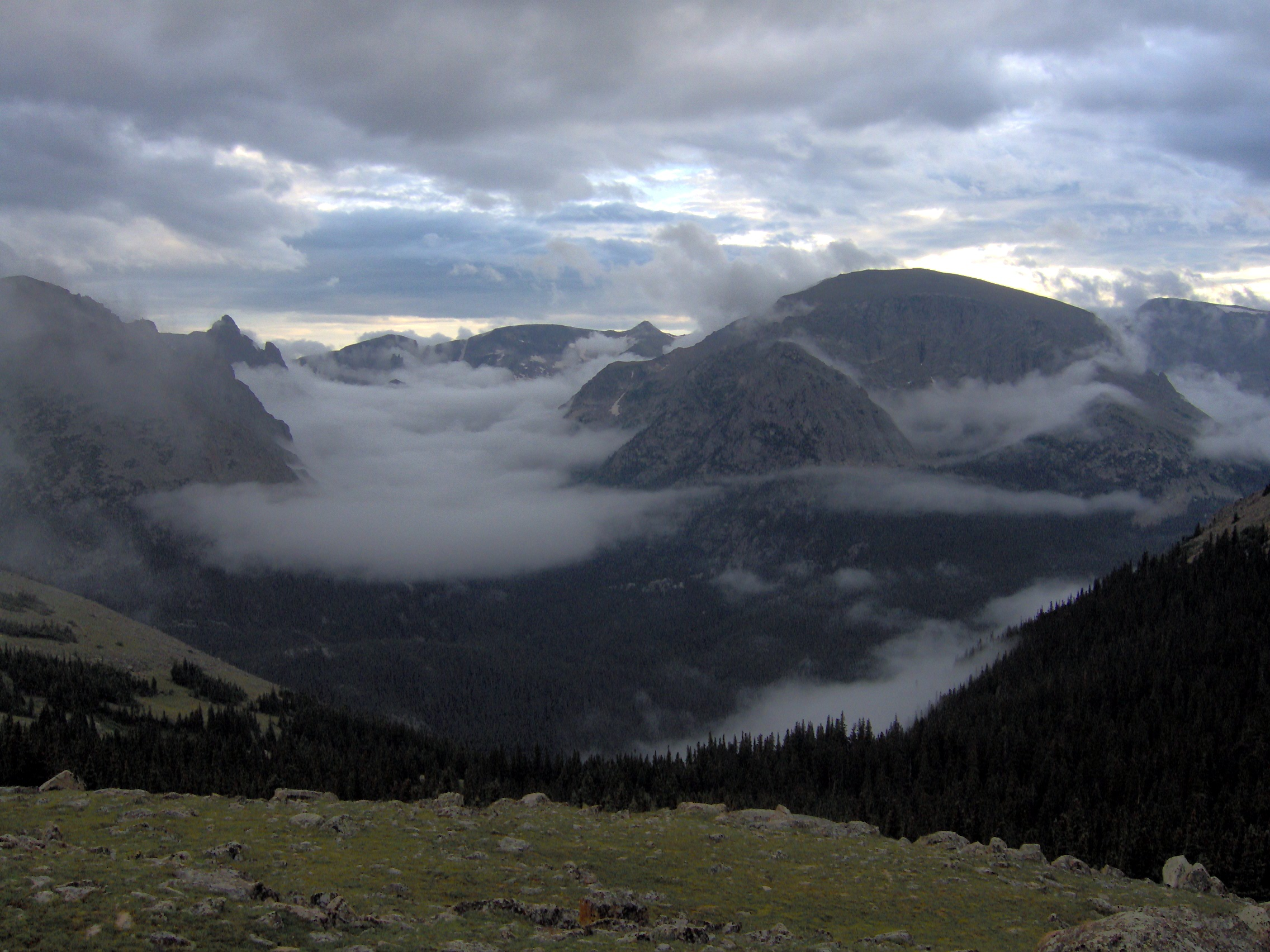
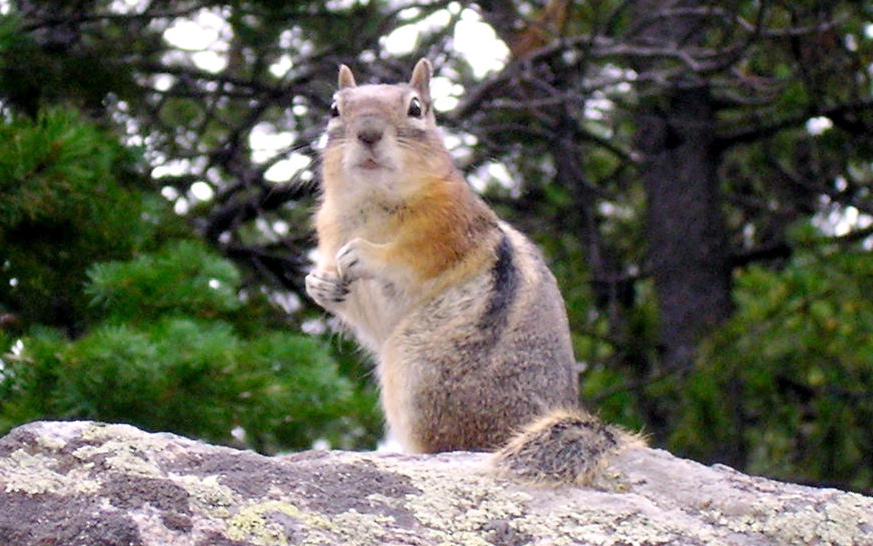
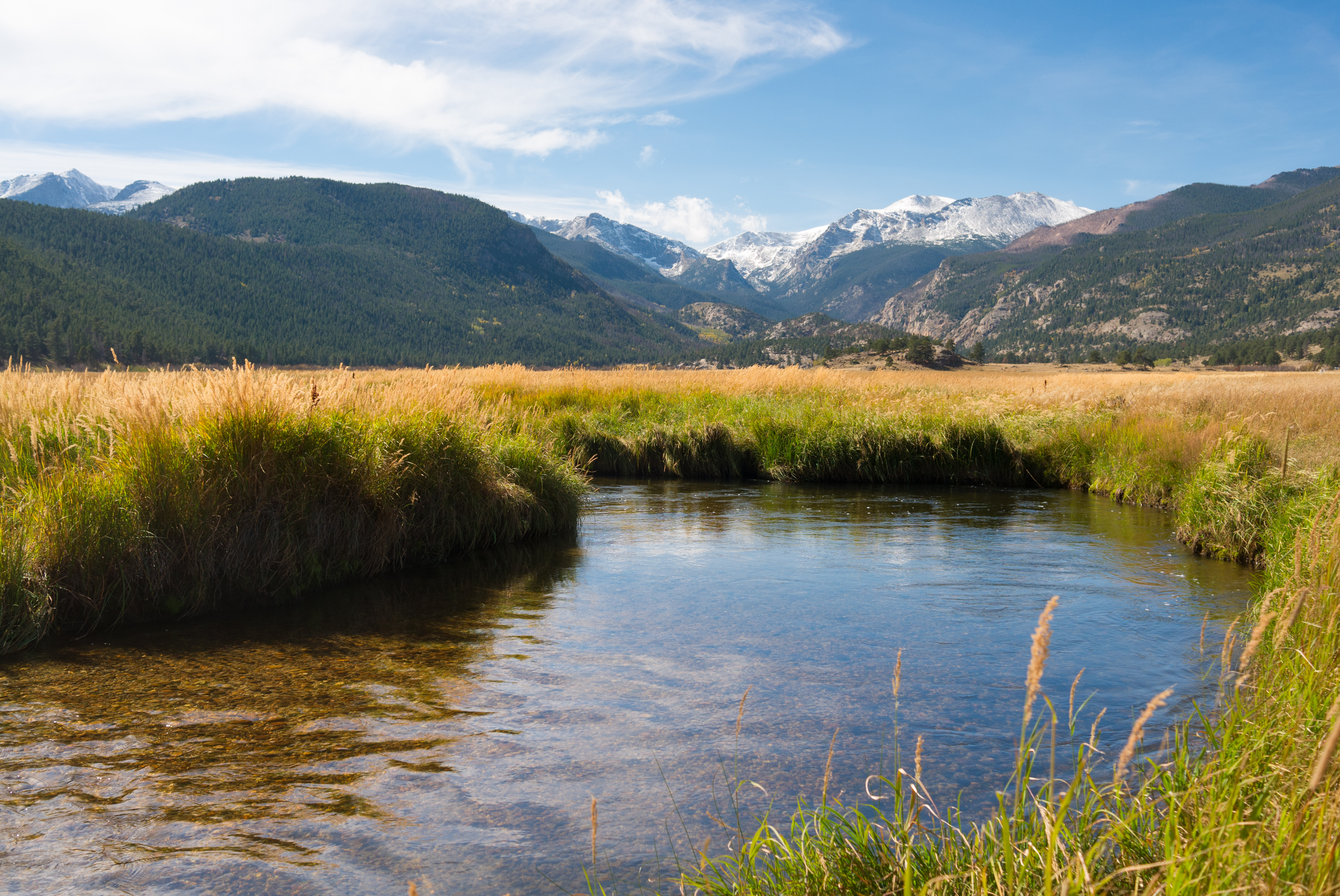
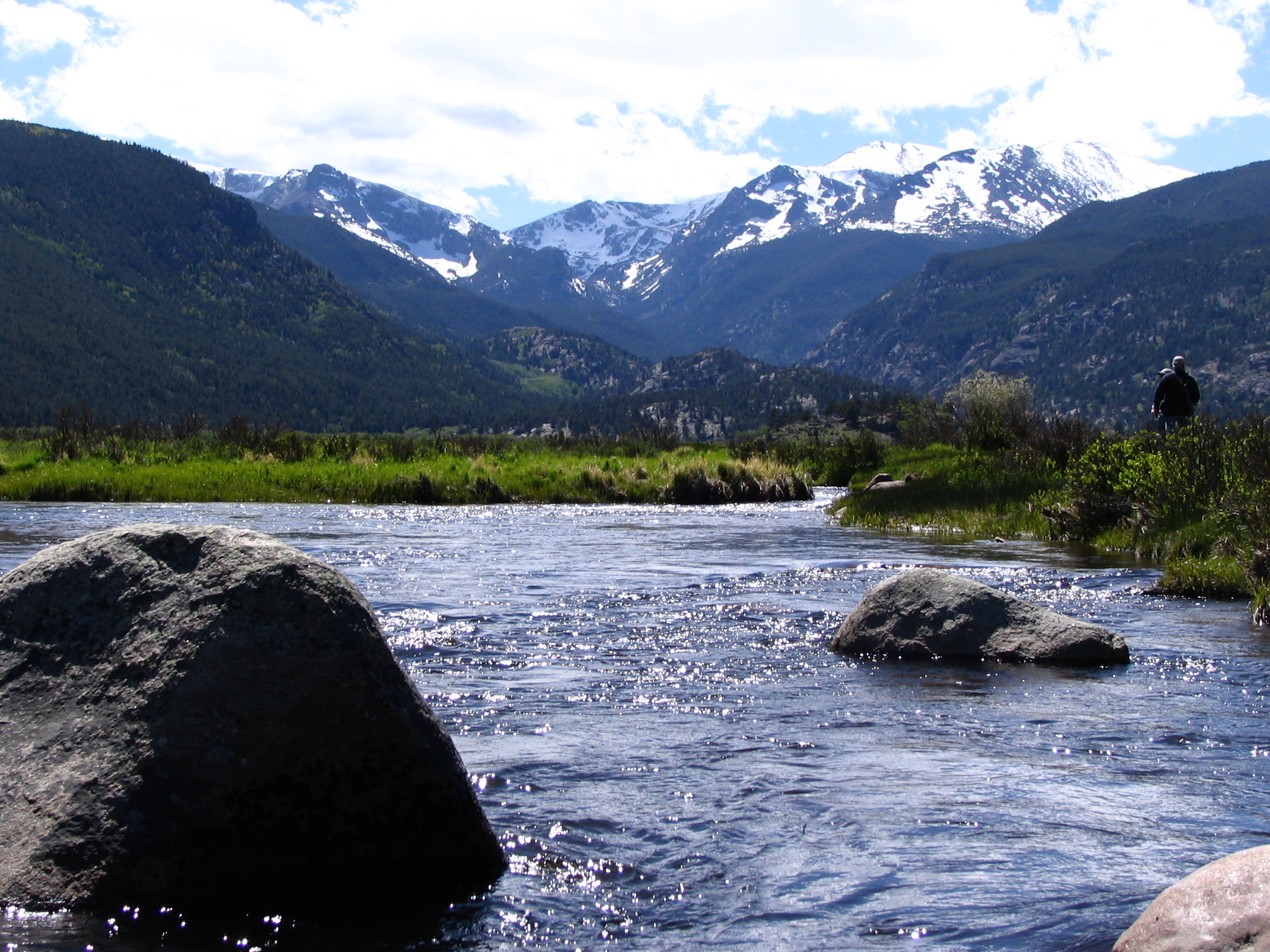
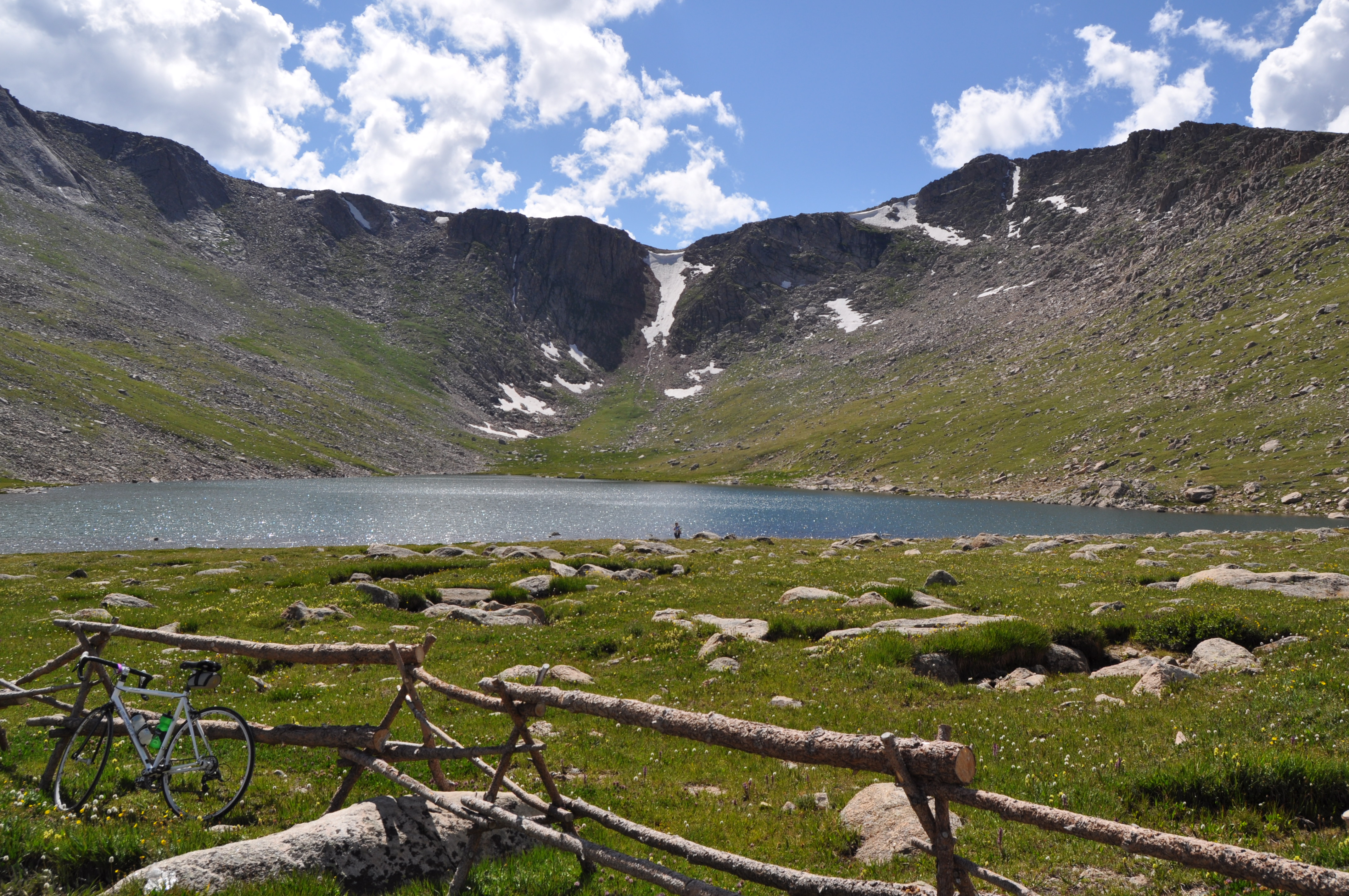
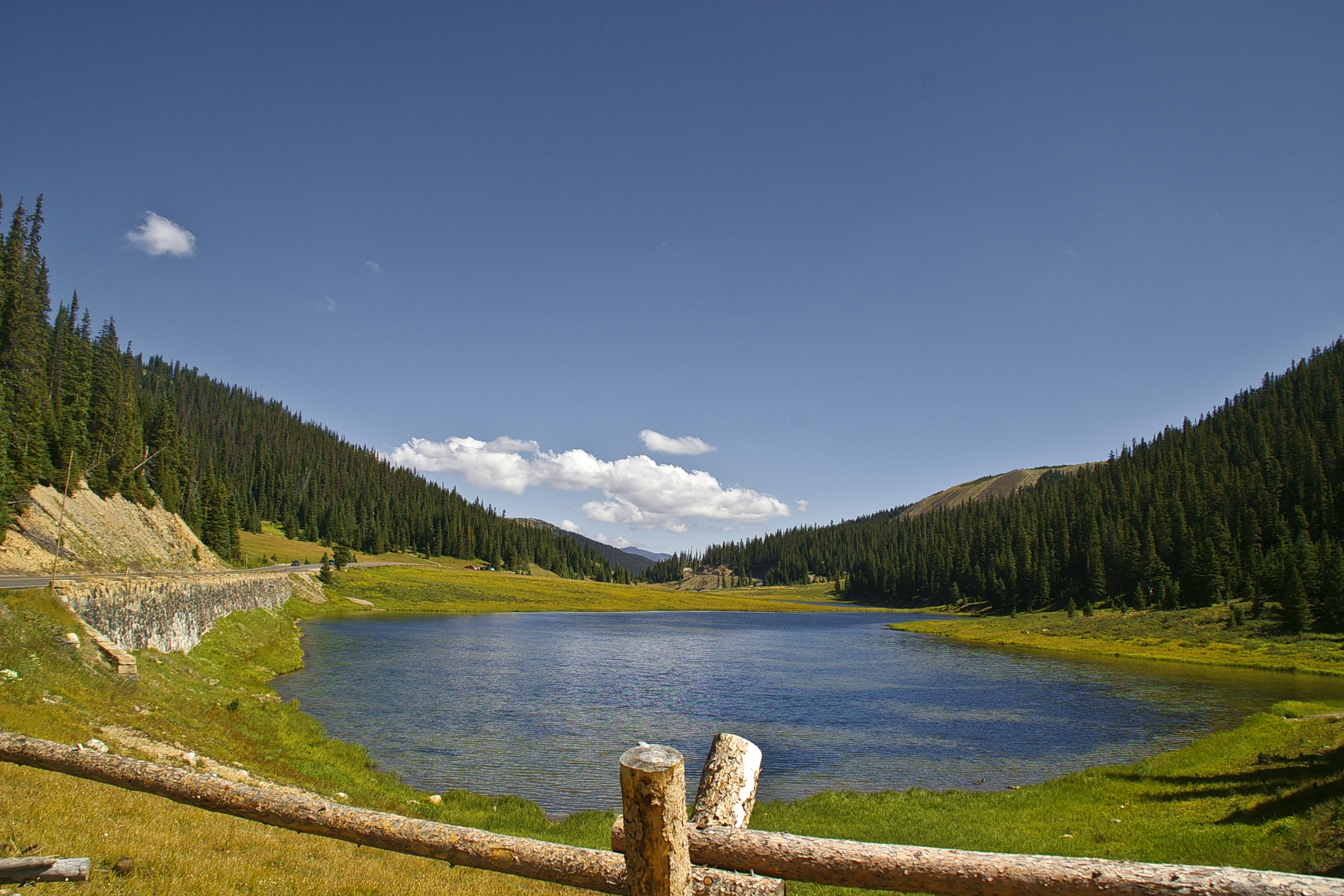